# 立陶宛裔美國人

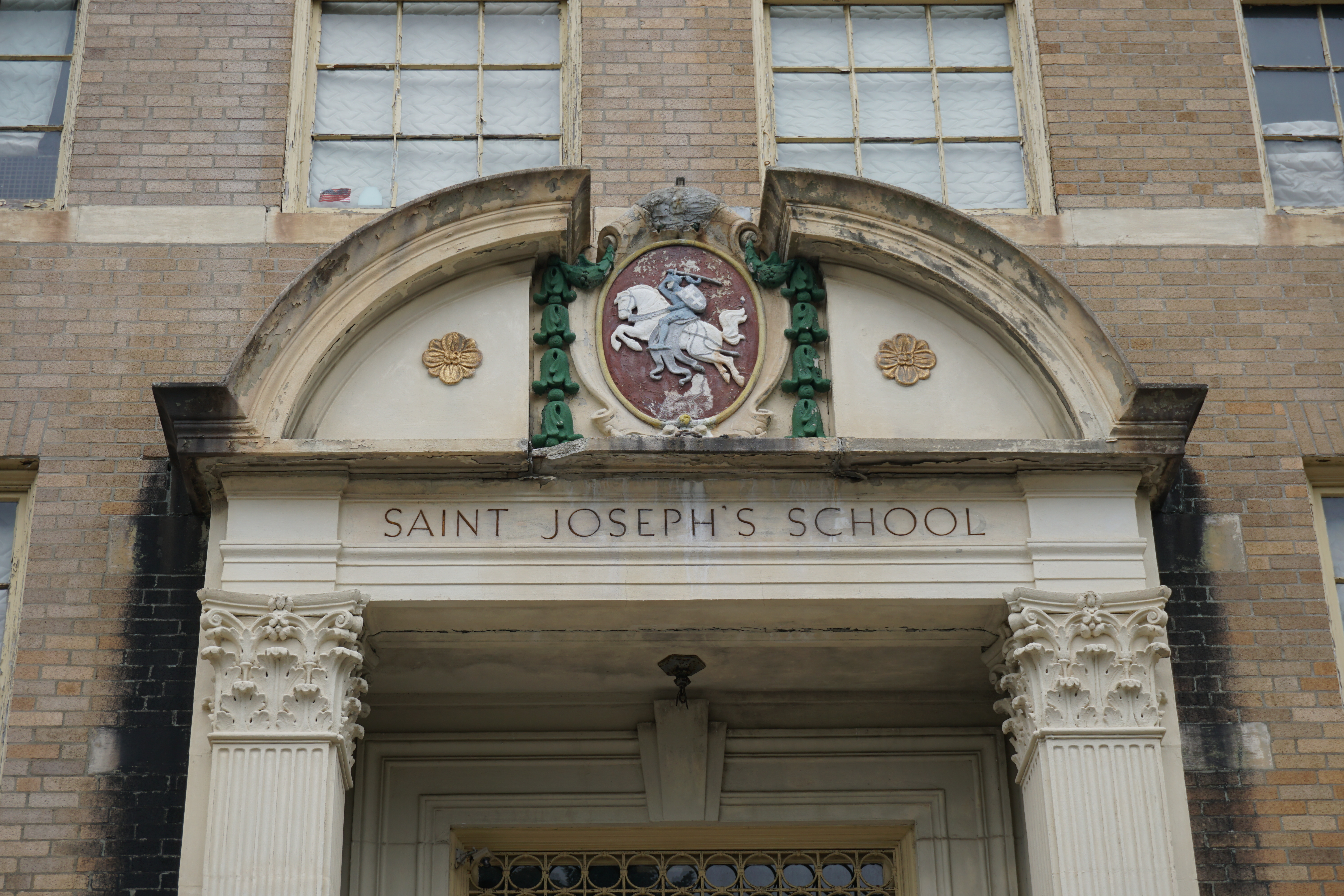
康乃狄克州的一所立陶宛學校，門上掛有立陶宛國徽

立陶宛裔美國人為在立陶宛出生或家庭來自立陶宛的美國人。立陶宛人移民至美國的歷史可追溯至17世紀，1659年立陶宛貴族學者亞歷山大·庫蒂烏斯在紐約建立了一所拉丁文學校並擔任校長，他可能是第一位來到美洲的立陶宛人。後來立陶宛被併入俄羅斯帝國，移民至美國的人被登記為波蘭人、德國人或俄羅斯人，詳細資訊不明。1948年美國的《流離失所者法案》放寬移民限制，使近36000名立陶宛人移民美國（此前每年僅有約400人）。1980年人口統計顯示立陶宛裔美國人有742,776人，1990年增為842,209人，其中30,344人出生於美國國外。

## 分布

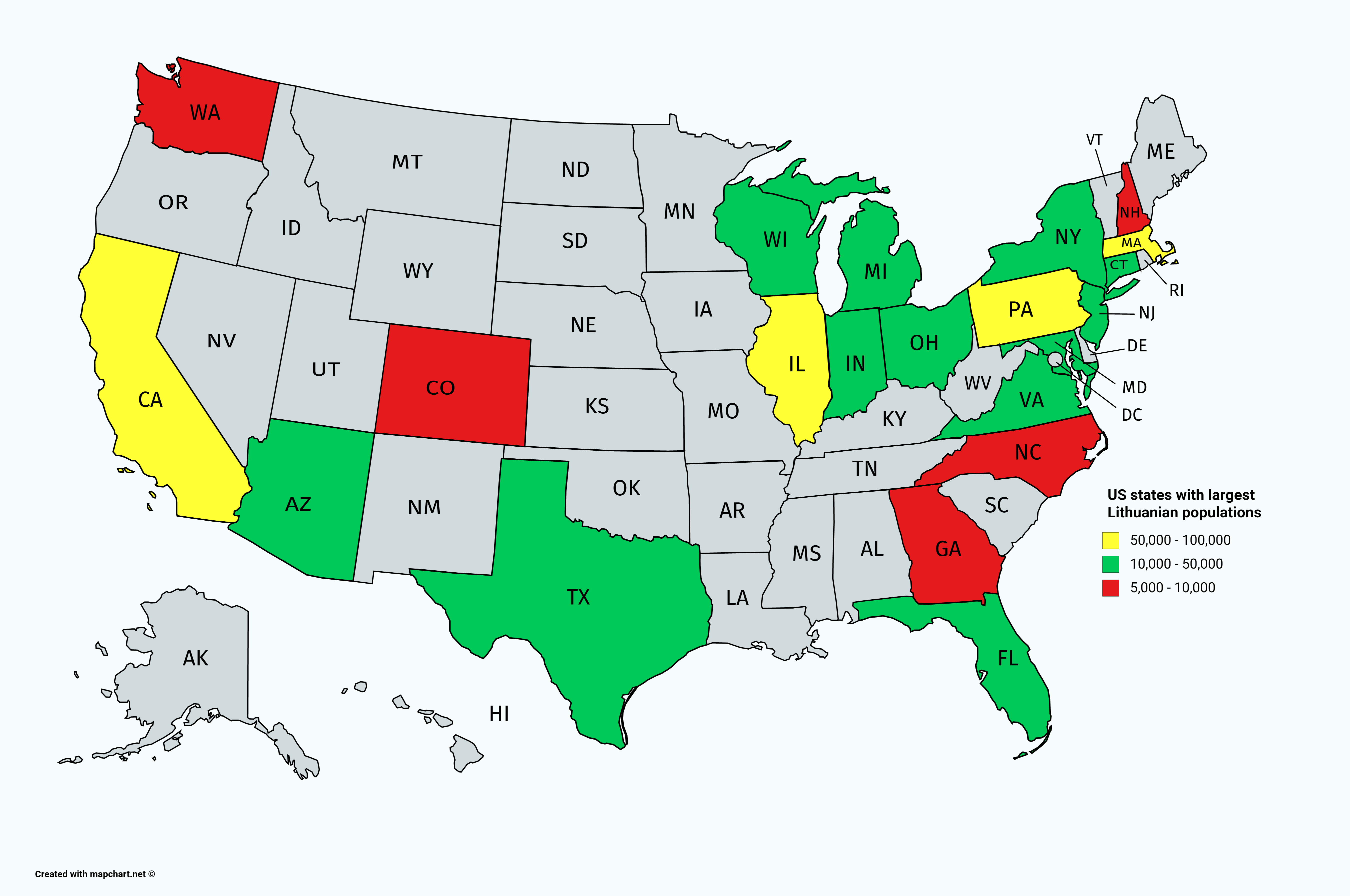
美國各州立陶宛裔比例示意圖

芝加哥的立陶宛裔人數為全美最高，共有約10萬人，也是立陶宛以外立陶宛裔人數最多的行政區，芝加哥布里奇波特的一個街區曾有「立陶宛下城」（Lithuanian Downtown）之稱。賓夕法尼亞州東北部的煤礦區也有許多立陶宛裔，其中斯古吉爾縣是美國立陶宛裔比例最高的縣，有「小立陶宛」（Little Lithuania）之稱，立陶宛人移民至當地的歷史可追溯至19世紀末，當地許多城鎮有立陶宛教堂與墓園，2000年人口統計顯示該縣城鎮新費城有25.8%的居民為立陶宛裔，為全美立陶宛裔比例最高的城鎮。
賓夕法尼亞州的立陶宛日（Lithuanian Days）於1914年由天主教神父開辦，為美國歷史最悠久的民族節日。
美國各州立陶宛裔人數排名如下：
1. 伊利諾州：87,294人
2. 賓夕法尼亞州：78,330人
3. 加利福尼亞州：51,406人
4. 麻薩諸塞州：51,054人
5. 紐約州：49,083人